# Volksgerichtshof
Volksgerichtshof (folkedomstolen) var en specialdomstol for høj- og landsforræderi i Nazi-Tyskland fra 1934 til 1945. Den blev etableret af den tyske kansler Adolf Hitler og ledet af Fritz Rehn, Otto Georg Thierack, Roland Freisler og Harry Haffner. Dommeren Roland Freisler var specielt fanatisk og ydmygede ofte de tiltalte.
Domstolen dømte overvejende politiske modstandere af det totalitære, nationalsocialistiske regime. Under retssagerne blev der ikke taget hensyn til de retsstatslige principper. Admiral Willi von Nordeck har danske efterkommere, og var lægdommer ved Volksgerichtshof. Han påstod efter krigen at han ikke var nazist; Han dømte sammen med Roland Freisler, der døde under et bombeangreb.
Tysk højesteret tildelte i 1956 de ansatte ved Volksgerichtshof det såkaldte dommerprivilegium, som indebar, at ingen kunne stilles til ansvar for noget som helst, så længe de havde handlet i overensstemmelse med den daværende ret. Bortset fra én, som blev retsforfulgt ved en amerikansk ret, blev ingen af de 570 dommere og statsadvokater holdt ansvarlige.
Da Percy Adlon lavede sin film Fünf letzte Tage (= Fem sidste dage) om modstandsbevægelsen Weiße Rose i 1982, blev det opdaget, at dødsdommene mod Weiße Rose-medlemmerne stadigvæk var retsgyldige i BRD. Først i 1985 afgav alle fraktioner i Forbundsdagen en erklæring om, at nazisternes folkedomstol var en terror-enhed, og ikke et retsstatsligt element. Først i 1998 havde Tyskland ophævet alle de domme, folkedomstolen afsagde. 

## Kendte personer dømt af domstolen
- Robert Abshagen
- Hans-Jürgen Graf von Blumenthal
- Eugen Bolz
- Klaus Bonhoeffer
- Bruno Binnebesel
- Alfred Delp
- Erich Fellgiebel
- Reinhold Frank
- Eugen Gerstenmaier
- Carl Friedrich Goerdeler
- Albrecht von Hagen
- Nikolaus Christoph von Halem
- Paul von Hase
- Robert Havemann
- Erich Hoepner
- Helmuth Hübener
- Marie-Luise Jahn
- Rudolf Kriss
- Hans Conrad Leipelt
- Wilhelm Leuschner
- Max Josef Metzger
- Christoph Probst
- Siegfried Rädel
- Karl Schapper
- Alexander Schmorell
- Hans Scholl
- Sophie Scholl
- Friedrich-Werner Graf von der Schulenburg
- Fritz-Dietlof von der Schulenburg
- Eva Schulze-Knabe
- Bernhard Schwentner
- Ulrich Wilhelm Graf Schwerin von Schwanenfeld
- Robert Stamm
- Berthold Graf Schenk von Stauffenberg
- Adam von Trott zu Solz
- Robert Uhrig
- Joseph Wirmer
- Eleonore Wolf
- Johannes Wüsten
- Peter Graf Yorck von Wartenburg
- Erwin von Witzleben
- Ulrich von Hassell